# یوناتان نفتالی
یوناتان نفتالی (انگلیسی: Jonatan Neftalí؛ زادهٔ ۲۶ اوت ۱۹۸۴) بازیکن فوتبال اهل اسپانیا است.
از باشگاه‌هایی که در آن بازی کرده‌است می‌توان به باشگاه فوتبال وایله بلدکلوب اشاره کرد.